# Paul Kammerer
Paul Kammerer (Vienna, 17 agosto 1880 – Puchberg am Schneeberg, 23 settembre 1926) è stato un biologo austriaco.
Fu un sostenitore del neolamarckismo, teoria evoluzionistica secondo la quale gli organismi possono trasmettere alla progenie caratteristiche acquisite o perse durante la loro esistenza tramite l'uso o il disuso di una funzione. Agli inizi del Novecento tale teoria conobbe un certo successo, contrapponendosi al neodarwinismo originatosi dalle teorie di August Weismann. Era appena stato riscoperto il lavoro sui caratteri ereditari di Gregor Mendel e il problema del meccanismo sotteso alla trasmissione delle caratteristiche selezionate dall'evoluzione nei primi decenni del secolo era considerato aperto.
Kammerer divenne noto per le capacità di manipolare la riproduzione e lo sviluppo di anfibi e fu probabilmente lo sperimentatore neolamarckiano più famoso del primo Novecento. Ottenne infatti diversi risultati che apparivano straordinari. Ciò diede adito a polemiche feroci e ad accuse di frode. Si suicidò nemmeno due mesi dopo che su Nature era stata pubblicata la lettera di Noble che lo accusava esplicitamente di frode nell'esperimento sui rospi ostetrici. Kammerer stesso nella lettera di addio ammise che dopo aver ricontrollato i campioni l'esperimento gli sembrava essere stato manipolato, ma proclamò la sua innocenza, attribuendo la frode a un assistente a lui ignoto.
Le polemiche sull'opera di Kammerer continuarono anche dopo la sua morte, ad esempio con la sua difesa da parte del giornalista Arthur Koestler negli anni settanta. Nel tempo c'è stata una certa rivisitazione della sua figura. Alcuni dei suoi risultati sembrano infatti ottenuti in buona fede ma in realtà non sono così eclatanti quanto appariva ai suoi contemporanei e sono almeno in parte spiegabili con meccanismi epigenetici, all'epoca sconosciuti.

## Biografia
Studiò musica presso Accademia di belle arti di Vienna prima di laurearsi in biologia.
Kammerer vantò di essere riuscito ad ottenere esemplari vivipari di salamandra pezzata, normalmente ovovivipara, e fece l'inverso con la salamandra nera.
In uno degli esperimenti più noti tra quelli ispirati al lamarckismo utilizzò dei protei, piccoli urodeli adattatisi alla vita nelle caverne, privi di occhi e depigmentati. Ipotizzando che la loro cecità era stata appunto indotta dalla vita nelle caverne, Kammerer pensava che essa poteva essere invertita. Riuscì in effetti ad ottenere protei di colore scuro dotati di vista completa.

### L'esperimento sui rospi ostetrici
Nel 1919 Kammerer pubblicò i risultati dei suoi esperimenti sui rospi ostetrici (genere Alytes). Normalmente essi sono terrestri, ma lo scienziato li costrinse ad immergersi in acqua e ad accoppiarvisi. Sosteneva di aver ottenuto con molta difficoltà cinque generazioni di esemplari e che già a partire dalla seconda nei maschi erano comparsi dei cuscinetti nuziali neri normalmente presenti solo nelle specie di rospi che si accoppiano in acqua, utili a migliorare la presa sulla femmina nell'accoppiamento. Per quanto Kammerer stesso ammettesse potesse trattarsi di atavismo (i progenitori degli Alytes presentano cuscinetti nuziali) e non lo considerasse un esperimento probante, negli anni successivi tali esperimenti sollevarono molto trambusto, anche per l'entusiasmo e l'enfasi che Kammerer esibì in una serie di conferenze, come quella da lui tenuta a Cambridge nel 1923.
Nell'ambiente scientifico si sollevarono sospetti. C'erano diverse difficoltà a controllare gli esemplari. Gladwyn Kingsley Noble, eminente erpetologo dell'American Museum of Natural History, ebbe occasione di osservarli personalmente al microscopio all'istituto di Vienna (che nel frattempo Kammerer aveva già lasciato) e fece pubblicare una lettera su Nature nell'agosto del 1926. In essa sosteneva che i cuscinetti apparivano essere stati colorati con iniezioni di inchiostro di china.
In realtà Kammerer considerava ben più significativo l'esperimento sulle ascidie del genere Ciona, cionondimeno fu quello sui rospi ad attirare l'attenzione. 
Nel 1928 la sua storia «è stata immortalata in un film sovietico (...), Salamandra, il cui copione era stato scritto da  Anatolij Vasil'evič Lunačarskij, commissario del popolo per l'istruzione del governo sovietico, poco prima di essere deposto da Stalin e inviato a Madrid come ambasciatore». Koester nel suo libro suggerisce che la tesi dell'ereditarietà dei caratteri acquisiti, conseguenza dell'adattamento del rospo ostetrico, porta all'idea dell'assoluta uguaglianza dei popoli, alla sconfitta di ogni teoria razzista e, di conseguenza, all'offerta da parte dell'Accademia delle Scienze di Mosca della possibilità di trasferirsi nella capitale sovietica «dove sarebbe stato creato, appositamente per lui, un istituto di ricerca per proseguire i suoi studi».

### Il suicidio
In risposta alla lettera su Nature Kammerer scrisse che dopo l'uscita dell'articolo aveva riesaminato i campioni e confermava che apparivano manipolati. Suggerì che il suo esperimento fosse stato alterato da un assistente di laboratorio a sua insaputa, ma la sua credibilità scientifica ne era uscita irrimediabilmente distrutta. Sei settimane dopo la pubblicazione della lettera di Noble, Kammerer si suicidò con un colpo di pistola e il suo corpo venne ritrovato su un sentiero di montagna nella foresta di Schneeberg.

## Conseguenze
La vicenda contribuì al definitivo abbandono della teoria neolamarckiana, quantomeno in Occidente, visto che in Unione Sovietica venne appoggiata dal regime nei decenni successivi per ragioni politiche e sostenuta (per quanto in una forma personale) da Lysenko.
Alcuni esponenti lamarckiani come Ernest MacBride avevano difeso gli esperimenti di Kammerer, ma diversi tentativi di replicarli successivamente alla sua morte, come quelli di Harold Munro Fox, fallirono.
L'interesse nella figura di Kammerer venne ravvivato nel 1971 dall'opera di Arthur Koestler, The Case of the Midwife Toad. Nel libro Koestler sostenne che l'esperimento sui rospi che portò alla tragica fine di Kammerer era stato sabotato da un fervente nazista. All'epoca l'Università di Vienna era teatro di aspre baruffe tra Hakenkreuzler (il termine con cui venivano designati al tempo i nazisti austriaci) e studenti socialisti. Kammerer era un noto socialista pacifista e si diceva fosse in procinto di fondare un istituto di biologia in Unione Sovietica. L'opera era improntata a toni alquanto denigratori verso il mondo scientifico e da esso venne sostanzialmente avversata. Si mise in luce tra le altre cose che Koestler simpatizzava con Kammerer condividendone la curiosità per lo studio delle coincidenze, cui Kammerer aveva dedicato la sua teoria della serialità. Koestler era infatti notoriamente interessato alla parapsicologia, cui le teorie lamarckiane offrono un certo fondamento scientifico.

## Teoria della serialità
Kammerer sostenne la teoria di Eugen Steinach, al tempo famosa e oggi screditata, secondo cui la vasectomia causava il ringiovanimento di uomini maturi.
Un'altra passione di Kammerer era quella di annotare coincidenze. Pubblicò un libro dal titolo Das Gesetz der Serie ("la legge delle serie") in cui raccontò aneddoticamente 100 coincidenze che gli erano capitate e che lo avevano portato a formulare una teoria della serialità.
Kammerer postulò che gli eventi sono connessi in ondate di serialità e menzionò uno sconosciuto principio naturale che opera indipendentemente dalla legge di causa-effetto. Tali forze sconosciute provocherebbero ciò che viene percepito come picchi o raggruppamenti e coincidenze. Kammerer divenne noto, ad esempio, per annotarsi nei parchi pubblici quante persone passavano, quante portavano un ombrello eccetera. Albert Einstein definì l'idea della serialità degli eventi "interessante e per nulla assurda". Carl Jung attinse al lavoro di Kammerer per il suo saggio sulla sincronicità.